# Jan Saudek
Jan Saudek nasceu em 1935 em Praga. Começa a trabalhar como fotógrafo em 1950 ao mesmo tempo que se inicia na pintura e desenho. Trabalha com situações inspiradas em filmes de Georges Méliès, fotografando conhecidos e familiares em situações fantásticas.